# Gilles Veissière
Gilles Veissière (født 18. september 1959 i Nice) er en tidligere fransk fodbolddommer. Han dømte i tre store internationale mesterskaber; EM 2000, VM 2002 og EM 2004. Han har dømt 19 kampe i Champions League og fire kampe i UEFA-cupen.

## Karriere

### VM 2002
- 2. juni 2002: Argentina – Nigeria 1–0 (gruppespil)
- 14. juni 2002: Tunesien – Japan 0–2 (gruppespil)

### EM 2004
- 15. juni 2004: Tjekkiet – Letland 2–1 (gruppespil)
- 20. juni 2004: Rusland – Grækenlands 2–1 (gruppespil)

### EM 2000
- 17. juni 2000: Rumænien – Portugal 0–1 (gruppespil)
- 21. juni 2000: Jugoslavien – Spanien 3–4 (gruppespil)